# Ngerkeklau
Ngerkeklau (auch: Gasarao, Kaeakakurao-To, Karākakurao-tō, Ngarekeklau) ist rund neun Hektar große, vorgelagerte Insel vor Ngarchelong, welches im Norden des pazifischen Inselstaats Palau liegt, ca. 20 km nördlich der Hauptstadt Melekeok. 

## Geographie
Die Insel bildet zusammen mit dem benachbarten Ngerechur die Nordspitze von Babeldaob.
Verwaltungstechnisch gehört die Insel zum palauischen Staat Ngarchelong. Sie gehört zum Schutzgebiet Ngerkelau and Ngerechur Islands Conservation Area. Zur Nordspitze von Babeldaob (Arukoron Point) ist es nur etwa ein Kilometer. 